# لاند (ویسکانسین)
لاند (به انگلیسی: Lund) یک منطقهٔ مسکونی در ایالات متحده آمریکا است که در ویسکانسین واقع شده‌است. لاند ۳۴۶٫۸۷ متر بالاتر از سطح دریا واقع شده‌است.